# Vaia
A vaia ou apupo é um ato público para demonstrar desaprovação ou defeito por alguém ou alguma coisa, geralmente um artista, em geral com a interjeição "Buu!" pronunciada de maneira prolongada, ou fazendo outros ruídos como vozes de animais. Em casos de extremo defeito, a vaia pode ser acompanhada de objetos arremessados no palco, como ovos e tomates. 
É provável que as vaias tenham surgido na Grécia Antiga, em que as execuções eram recepcionadas com aplausos ou com vaias, dependendo do gosto do espectador . Atualmente o ato de vaiar é considerado grosseiro e vexatório na maior parte das culturas, embora haja alguns defensores que afirmam que o ato de aplaudir e vaiar pode servir para melhorar a qualidade da interpretação.